# Charlie Margulis
Charles Margulis, noto anche come Charlie (Minneapolis, 24 giugno 1903 – Little Falls, 24 aprile 1967), è stato un trombettista jazz statunitense.
Nel corso della sua carriera, militò nelle orchestre di Tommy Dorsey, Jimmy Dorsey, Benny Goodman, Artie Shaw, Vincent Lopez e Paul Whiteman.
Suonò con Paul Whiteman nel film Il re del jazz.